# Beskioleskia busckii
Beskioleskia busckii är en tvåvingeart som beskrevs av Townsend 1919. Beskioleskia busckii ingår i släktet Beskioleskia och familjen parasitflugor.
Artens utbredningsområde är Panama. Inga underarter finns listade.